# Bankowość inwestycyjna
Bankowość inwestycyjna (en. investment banking) – jest to działalność instytucji finansowych (w tym np. banków inwestycyjnych) na rynku papierów wartościowych oraz związanego z tym rynkiem doradztwa, działalność doradcza w zakresie pozyskiwania kapitału i finansowania przedsiębiorstw oraz w zakresie w fuzji i przejęć.
Za początek bankowości inwestycyjnej przyjmuje się rok 1780, kiedy to w Anglii powstał zorganizowany rynek weksli i udziałów, a na rynku finansowym pojawiła się instytucja pośrednika.
W Stanach Zjednoczonych okres powstania bankowości inwestycyjnej wiąże się z rozwojem kolei żelaznych, który wywołał duże zapotrzebowanie na kapitał. Przełomem w rozwoju działalności inwestycyjnej była tam ustawa Banking Act, która zakazała łączenia działalności depozytowo-kredytowej banków z usługami bankowości inwestycyjnej (ustawa ta została ostatecznie zniesiona w 1999 r.).
Obecnie granica pomiędzy bankowością inwestycyjną a tradycyjną (tj. depozytowo-kredytową) się zaciera. Wynika to z faktu, że część tradycyjnych banków oferuje produkty, które były wcześniej domeną wyłącznie banków inwestycyjnych.
Do podstawowych usług bankowości inwestycyjnej zalicza się:
1. Operacje na rynku papierów wartościowych (np. działalność brokerską, działalność dealerską, pośrednictwo w sprzedaży papierów wartościowych, projektowanie i handel finansowymi instrumentami pochodnymi, organizację własnych i obcych emisji, gwarantowanie emisji).
2. Operacje na rynku pieniężnym (np. transakcje na rynku krótkoterminowych papierów dłużnych przedsiębiorstw, transakcje instrumentami pochodnymi na rynku pieniężnym).
3. Zarządzanie funduszami (np. zarządzanie aktywami i udziałami klientów, tworzenie i zarządzanie funduszami podwyższonego ryzyka).
4. Doradztwo finansowe (np. sporządzanie analiz wykonalności projektów inwestycyjnych, opracowywanie strategii i prowadzenie restrukturyzacji przedsiębiorstw, doradztwo w zakresie fuzji i przejęć, projektowanie sekurytyzacji)[3].